# Eugène Ysaÿe
Eugène Ysaÿe, född 16 juli 1858 i Liège, död 12 maj 1931 i Bryssel, var en belgisk violinist och tonsättare. 

## Biografi
Ysaÿe var elev till Henryk Wieniawski i Bryssel och sedan under fyra år till Henri Vieuxtemps i Paris, som kallade honom sin mest älskade lärjunge. År 1882 spelade han i Leipzig och Kristiania med ofantligt bifall; 1885–86 konserterade han i Stockholm (bland annat i samspel med violinmästaren Émile Sauret).
Ysaÿe var 1886–97 professor i violinspel vid musikkonservatoriet i Bryssel, bildade där en högt ansedd stråkkvartett och anförde från 1894 en av honom inrättad orkester, varjämte han även senare företog konsertresor, bland annat till USA och till Sverige ytterligare 1900 (i samspel med pianovirtuosen Raoul Pugno), 1908 och 1909, samt i sin villa i Godinne mottog elever från skilda länder.
Ysaÿe intog en förstarangsställning bland samtidens violinister genom mästerskap i allt det tekniska, välljudsrik ton samt värme och intensitet i uttrycket. Han komponerade bland annat violinkonserter och invaldes 1906 som ledamot av Kungliga Musikaliska Akademien i Stockholm.
Vid några av sina stockholmsbesök ackompanjerades han av sin bror Théo Ysaÿe (1865–1918), som var en ansedd pianist och kompositör av bland annat symfonier.

## Eftermäle
Asteroiden 15363 Ysaÿe är uppkallad efter honom.

## Verkförteckning
- Six sonates pour violin seul, op. 27 (1924)
  - Violinsonat nr 1 i g-moll (tillägnad Joseph Szigeti)
  - Violinsonat nr 2 i A-dur (tillägnad Jacques Thibaud)
  - Violinsonat nr 3 i d-moll Ballade (tillägnad George Enescu)
  - Violinsonat nr 4 i e-moll (tillägnad Fritz Kreisler)
  - Violinsonat nr 5 i G-dur (tillägnad Mathieu Crickboom)
  - Violinsonat nr 6 i E-dur (tillägnad Manuel Quiroga)
- Åtta violinkonserter
- Poème élégiaque för violin och orkester (Romeo och Julia), op. 12 (1893)
- Scène au rouet för violin och orkester, op. 13
- Chant d'hiver för violin och orkester, op. 15 (1902)
- Rêve d'enfant, op. 14
- Berceuse de l'enfant pauvre, op. 20
- Poème de l'Extase för violin och orkester, op. 21
- Les Neiges d'antan, op. 23
- Divertimento för violin och orkester, op. 24
- Exil! för stråkorkester, utan kontrabas, op. 25
- Poème de l'amitié för 2 violiner och orkester, op. 26
- Sonat för cello solo, op. 28 (1923)
- Poème Nocturne för violin, cello och orkester, op. 29
- Harmonie du soir, för stråkkvartett och stråkorkester, op. 31
- Fantaisie för violin och orkester, op. 43
- Talrika mindre verk för violin och orkester
- Operan Pier li Houyeu (uruppförd i Lüttich 1931)

### Verk som andra tonsättare tillägnade Ysaÿe
- César Franck: Violinsonat A-dur (1886)
- Claude Debussy: Stråkkvartett (1893)
- Gabriel Fauré: Pianokvintett nr 1 d-moll (1891–1906)